# Дернов Колодец
Дернов Колодец (Головинка) — река в России, протекает в Залегощенском районе Орловской области. Левый приток Неручи.

## География
Река Дернов Колодец берёт начало в урочище Головинка. Течёт на юго-восток. На реке расположены населённые пункты Дерновка, Свобода и Суры. Устье реки находится в 28 км по левому берегу реки Неручь. Длина реки составляет 12 км.

## Данные водного реестра
По данным государственного водного реестра России относится к Окскому бассейновому округу, водохозяйственный участок реки — Ока от города Орёл до города Белёв, речной подбассейн реки — бассейны притоков Оки до впадения Мокши. Речной бассейн реки — Ока.
Код объекта в государственном водном реестре — 09010100212110000018285.